# Оше Джонс
Оше Джонс (англ. Oshae Jones; нар. 1 березня 1998) — американська боксерка, бронзова призерка Олімпійських ігор 2020 року.

## Любительська кар'єра
Чемпіонат світу 2018
- 1/16 фіналу: Програла Ярославі Якушиній (Росія) — 1-4

Чемпіонат світу 2019
- 1/16 фіналу: Перемогла Ані Овсепян (Вірменія) — 5-0
- 1/8 фіналу: Перемогла Дар'ю Шакімову (Казахстан) — 5-0
- 1/4 фіналу: Програла Саадат Далгатовій (Росія) — 1-4

Олімпійські ігри 2020
- 1/8 фіналу: Перемогла Бріанду Круз (Мексика) — 3-2
- 1/4 фіналу: Перемогла Марію Моронту (Домініканська Республіка) — 4-0
- 1/2 фіналу: Програла Гу Хон (Китай) — 1-4